# عقد 800 هـ
عقد 800 هـ هو الفترة بين عام 800 إلى 809 في التقويم الهجري، أي العشر سنوات الأولى من القرن التاسع الهجري.